# سام كامبل
سام كامبل (بالإنجليزية: Sam Campbell)‏ هو مصور أمريكي، ولد في 1 أغسطس 1895 في واتسكا في الولايات المتحدة، وتوفي في 13 أبريل 1962 في بارينغتون في الولايات المتحدة.